# Lenguas momuna
Las lenguas momuna o somahai son una pequeña familia lingüística de lenguas papúes formada por dos lenguas, el momina y el momuna. Su clasificación es dudosa, S. Wurm las colocó en la rama centromeridional de las lenguas trans-neoguineanas, pero M. Ross no encontró evidencia adecuada para poder clasificarlas.